# Mehari’s
Mehari's ist eine Zigarren- und Zigarillomarke der niederländischen Firma Royal Agio Cigars.

Die 1976 gegründete Marke ist nach Herstellerangaben die am drittmeisten gerauchte Zigarrenmarke weltweit. Die Zigarren sind in den Geschmacksrichtungen Ecuador, Brasil, Java und Sweet Orient erhältlich.
Zigarillos der Marke gehören sowohl in Deutschland als auch in Österreich zu den Marktführern bei den Zigarillos.